# (6138) Miguelhernández
(6138) Miguelhernandez es un asteroide perteneciente al cinturón de asteroides, región del sistema solar que se encuentra entre las órbitas de Marte y Júpiter, más concretamente a la familia de Herta, descubierto el 14 de mayo de 1991 por Satoru Otomo y el también astrónomo Osamu Muramatsu desde Kiyosato, Japón.

## Designación y nombre
Designado provisionalmente como 1991 JH1. Fue nombrado Miguelhernandez en homenaje a Miguel Hernández, poeta que luchó por la paz y la República durante la Guerra civil española. Fue encarcelado en varios campos de prisioneros fascistas hasta su muerte en la cumbre de la represión. Su nombre quedó en el olvido hasta el colapso de la dictadura fascista, cuando sus obras y poemas fueron redescubiertos.

## Características orbitales
Miguelhernandez está situado a una distancia media del Sol de 2,344 ua, pudiendo alejarse hasta 2,796 ua y acercarse hasta 1,893 ua. Su excentricidad es 0,192 y la inclinación orbital 2,667 grados. Emplea 1311,29 días en completar una órbita alrededor del Sol.

## Características físicas
La magnitud absoluta de Miguelhernandez es 13,9. Tiene 4,824 km de diámetro y su albedo se estima en 0,251. 